# Gora Severgina
Gora Severgina är ett berg i Antarktis. Det ligger i Västantarktis. Argentina, Chile och Storbritannien gör anspråk på området. Toppen på Gora Severgina är 879 meter över havet.
Terrängen runt Gora Severgina är kuperad, och sluttar västerut.  Trakten är obefolkad. Det finns inga samhällen i närheten.